# College Board

Logo

Das College Board ist eine amerikanische gemeinnützige Prüfungskommission, welche 1900 als das College Entrance Examination Board (CEEB) gegründet wurde. Es führt verschiedene standardisierte Tests hauptsächlich für Schüler amerikanischer High Schools durch. Der bekannteste unter ihnen, der SAT, wird von fast allen amerikanischen Universitäten vorausgesetzt. Der Hauptsitz der Kommission befindet sich in New York. Jedoch befinden sich weitere 14 Niederlassungen in den USA und Puerto Rico. Der derzeitige Vorsitzende und CEO des College Board ist David Coleman.

## Der CEEB Code
Das College Board unterhält ein komplexes numerisches Register für verschiedene Länder, Studiengänge, Stipendien, Testzentren und High Schools. Dieses wird nicht nur vom College Board intern genutzt, sondern auch von anderen Bildungsinstitutionen zur eindeutigen Identifikation genutzt. Die ACT Inc., der größte Konkurrent des College Board, unterhält eine ähnliche numerische Datenbank. Diese findet jedoch kaum externe Benutzung.

## College Board Tests

### SAT
Der SAT ist ein US-amerikanischer standardisierter Test, der hauptsächlich von Studienplatz-Bewerbern an amerikanischen Universitäten gefordert wird.

### PSAT
Der Preliminary SAT (zu Deutsch „vorbereitender SAT“) ist ein US-amerikanischer standardisierter Test, der zum einen als Vorbereitung auf den eigentlichen SAT dient und zum anderen auch als Qualifizierung für verschiedene Stipendien.

### College Level Examination Program (CLEP)
Das College Level Examination Program ermöglicht es Studenten jeder Altersgruppe ihre akademischen Fähigkeiten in einer Reihe von Examen unter Beweis zu stellen. Circa 2.900 amerikanische Colleges akzeptieren das CLEP als Beweis für bereits erbrachte Kurse und vorhandenes Wissen.

### Advanced Placement Program
Das Advanced Placement Program (abgekürzt als AP) ist ein pädagogisches Programm der USA, welches Kurse auf College-Niveau an amerikanischen High Schools anbietet.

## Auswertungsfehler
Im März 2006 gab das College Board bekannt, dass es mehrere tausend Tests vom Oktober 2005 falsch bewertet hat. Obwohl der Fehler bereits lange bekannt war, wartete die Auswertungskommission Monate, ihn der Öffentlichkeit bekannt zu geben. Da das Ergebnis des SAT für viele Colleges ein erhebliches Entscheidungskriterium für die Aufnahme eines Schülers ist, mussten Bewertungsmaßstäbe verändert werden.